# Boekhandel Scholtens
Boekhandel Scholtens was een boekhandel in het centrum van de Nederlandse stad Groningen. Het was lange tijd de grootste boekhandel in de noordelijke provincies.

## Geschiedenis
De geschiedenis van de boekhandel gaat terug tot 1841. In dat jaar werd de winkel geopend door Arend Lubbertus Scholtens onder de naam Boekhandel Scholtens aan de Grote Markt. In 1928 werd het buurpand gekocht en werd een nieuw groter pand gebouwd. In 1991 fuseerde Boekhandel Scholtens met Wristers en verhuisde de boekwinkel naar de nabijgelegen Guldenstraat. De winkel heette vanaf dat moment Scholtens Wristers en was onderdeel van de Boekhandels Groep Nederland van Wolters Kluwer. In 2010 werd deze bedrijvengroep zelfstandig (vanaf 2006 kregen alle winkels van de groep de merknaam selexyz). Daarna heette de winkel in Groningen selexyz scholtens. In 2012 ging de selexyz-groep failliet en werd de keten overgenomen door ProCures. Deze voegde in 2013 de tweedehands- en restantenwinkel van De Slegte aan de winkel toe; de naam van de winkel in Groningen werd Scholtens+DeSlegte. Op 1 juli 2013 verdween de naam Scholtens van de gevel en heette de winkel Polare Groningen.
Omdat Polare in problemen verkeerde werden eind januari 2014 alle winkels gesloten. In februari 2014 vroeg de gehele keten uitstel van betaling aan. Op 19 februari ging de winkel in Groningen tijdelijk open in afwachting van verkoop aan een nieuwe gegadigde. Ad Peek van Boekhandel Van der Velde nam op 20 maart de Groningse vestiging van Polare over, en acht dagen later opende de winkel onder de vlag van Boekhandel Van der Velde opnieuw zijn deuren. In april 2015 werd het pand aan de Guldenstraat (3000 m²) verruild voor een kleinere winkel van 800 m² aan het Waagplein.